# 欧州トーラス共同研究施設
欧州トーラス共同研究施設 (Joint European Torus, JET)は、イギリスのオックスフォード近郊のCulhamにあるトカマク型核融合実験装置であったもの。JETの設計は1973年に開始された。1979年に建設が開始され、1983年から運転を開始した。JETは世界で初めて重水素とトリチウムを核融合の燃料として運転した最初のトカマク型核融合炉である。
JETは現在でも核融合で生成したエネルギーの世界一の記録を保持する。1997年1秒間連続的に16MWを生成し、核融合で4MWを4秒間生み出した。JETは現在はヨーロッパ、日本、アメリカ、ロシアから研究のために100人の科学者が施設を利用する。
JETの科学計画とヨーロッパの核融合研究は欧州核融合開発協定(EFDA)によって調整される。

## JETの後継
欧州トーラス共同研究施設のトカマクは商用には小さい上トカマクの効率は低く、投入されるエネルギーよりも生成されるエネルギーの方が少ない。発電効率を高めるためには大型化が不可欠であり、フランスは2006年に商用に向けてITERの建設を開始した。